# Рокуол (окръг, Тексас)
Окръг Рокуол (на английски: Rockwall County) е окръг в щата Тексас, Съединени американски щати. Площта му е 386 km², а населението - 43 080 души (2000). Административен център е град Рокуол.